# CP 3150 sorozat

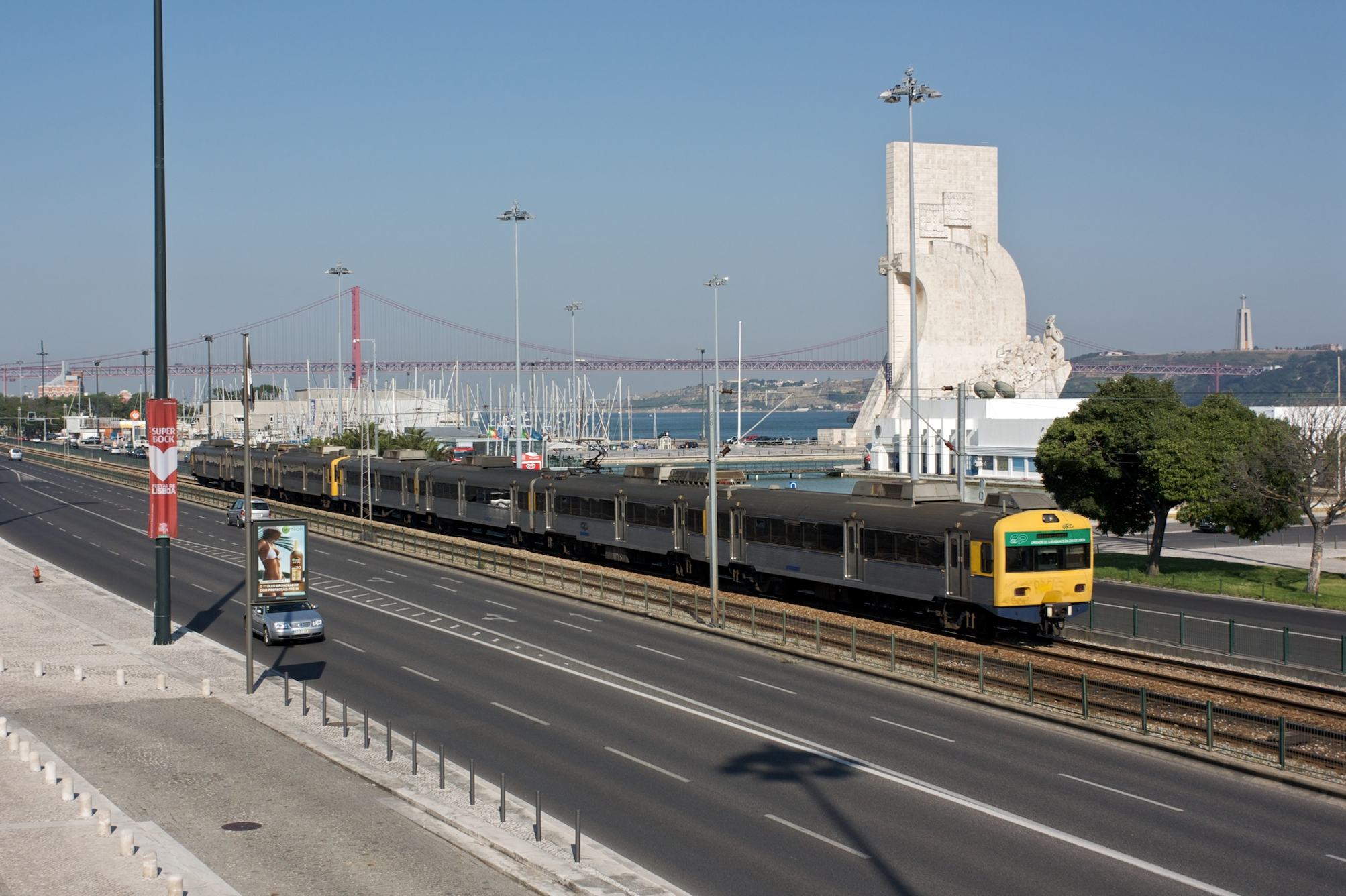
Egy motorvonat az Április 25. híd közelében

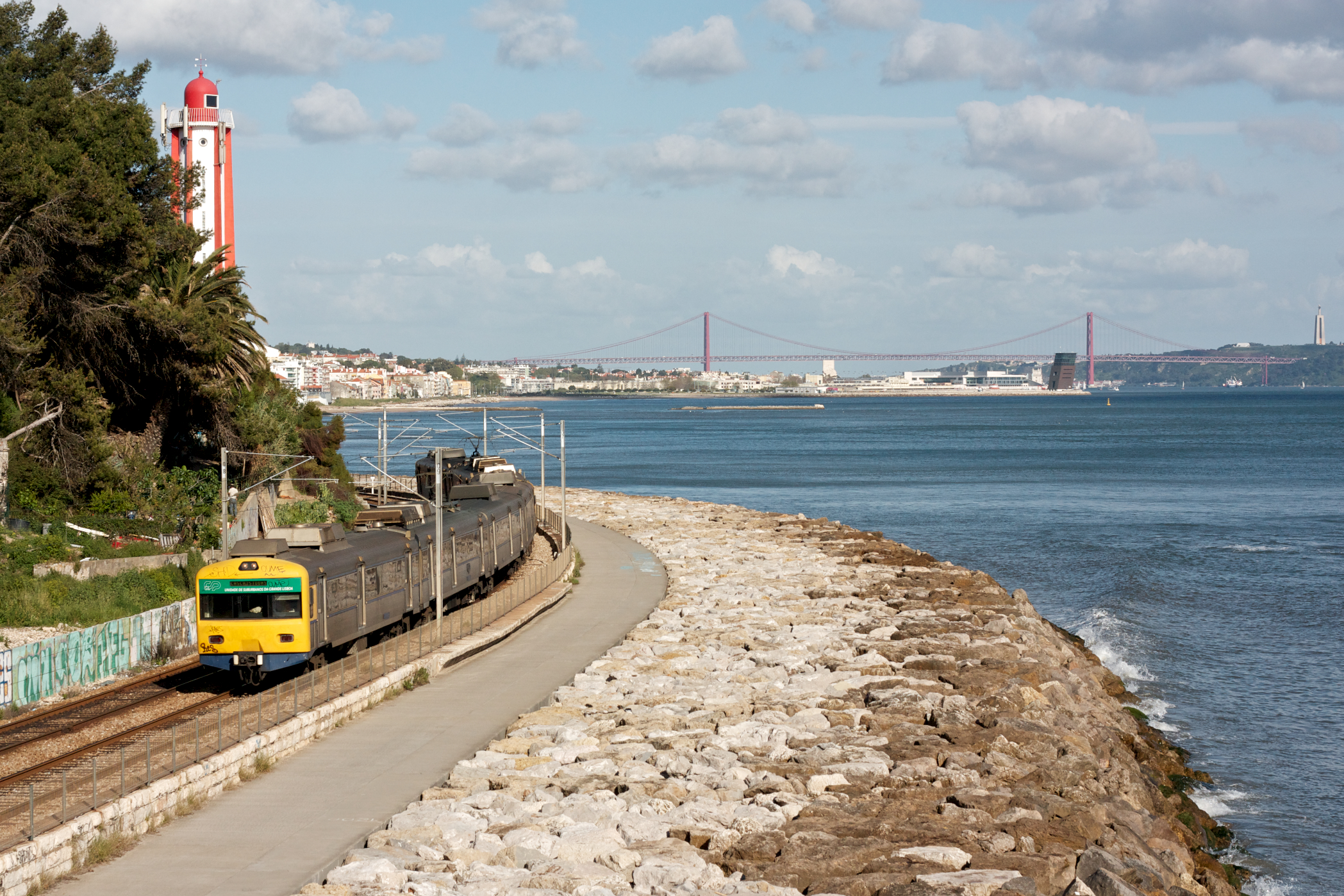

A CP 3150 sorozat egy széles nyomtávolságú, 2'2'+Bo'Bo'+2'2' tengelyelrendezésű, 1500 V DC áramrendszerű villamosmotorvonat-sorozat. A motorvonatok 1959-ben álltak forgalomban Lisszabon elővárosi vonalain. A sorozat felújítását az EMEF végezte 1998 és 2002 között. A felújított vonatok a CP 3250 sorozatba kerültek.